# Інтерфакс
Російське інформаційне агентство «Інтерфакс», а також створений на його основі консорціум група «Інтерфакс» (англ. Interfax Information Services Group). Засноване 1989 року і було першим недержавним інформаційним агентством у СРСР. Зараз належить «ЗАТ Интерфакс», конкретний склад керівництва якого невідомий.

## Підрозділи
До складу групи входять такі галузеві агенції як:
- «ІНТЕРФАКС-АВН»
- «ІНТЕРФАКС-АГІ»
- «ІНТЕРФАКС-АКІ»
- «ІНТЕРФАКС-АНІ»
- «ІНТЕРФАКС-АФІ»
- «Інтерфакс-ділінг»
- «Інтерфакс-телеком»

… та регіональні інформаційні агентства:
- «Інтерфакс-Центр»
- «Інтерфакс-Північно-західний»
- «Інтерфакс-Південь»
- «Інтерфакс-Урал»
- «Інтерфакс-Сибір»
- «Інтерфакс-Україна»
- «Інтерфакс-Захід[be]»
- «Інтерфакс-Казахстан»
- «Інтерфакс-Азербайджан»
- «Інтерфакс-Китай»
- та ін.